# Christian Erdmann (Schauspieler)

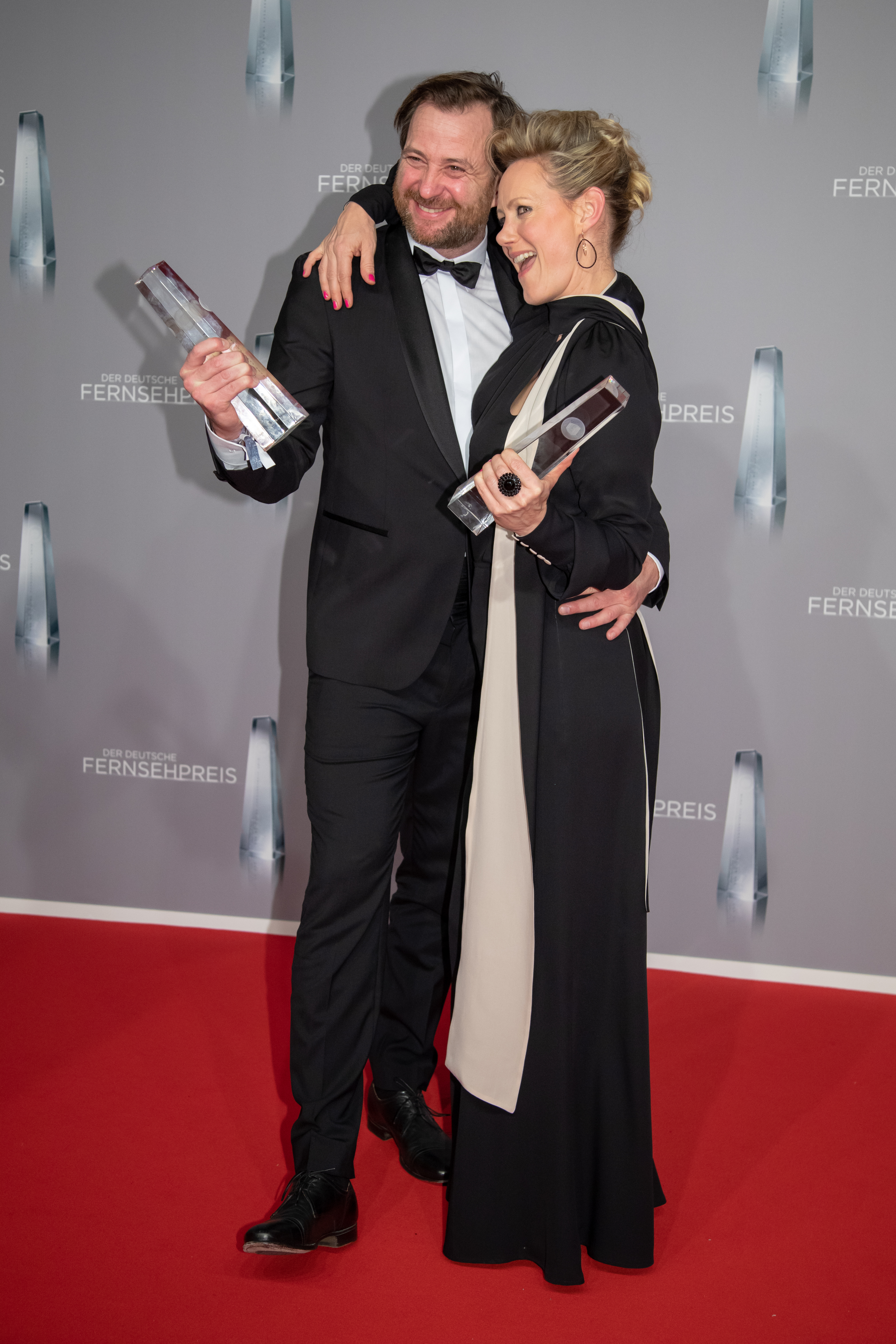
Christian Erdmann und Anna Schudt mit dem Deutschen Fernsehpreis 2019 für den Film Aufbruch in die Freiheit

Christian Erdmann (* 1975 in Rudolstadt) ist ein deutscher Schauspieler.

## Leben
Erdmann studierte von 1995 bis 1999 an der Hochschule für Film und Fernsehen „Konrad Wolf“ in Potsdam-Babelsberg. Ab 1999 spielte er am Meininger Theater (Südthüringisches Staatstheater). 2002 wurde er festes Ensemblemitglied am Schauspiel Hannover. 2009 bis 2016 war Erdmann am Staatsschauspiels Dresden engagiert. Von 2016 bis 2020 war er am Düsseldorfer Schauspielhaus engagiert (seit 2019 als Gast). Seit Sommer 2019 ist er freischaffend tätig, um sich verstärkt der Arbeit für Film und Fernsehen widmen zu können.
Er arbeitete unter anderem mit Jürgen Gosch, Andreas Kriegenburg, Stephan Kimmig, Roger Vontobel, Barbara Bürk, Matthias Hartmann und Tilmann Köhler zusammen. Erdmann arbeitet regelmäßig für Film und Fernsehen, auch in Hauptrollen, wie zum Beispiel in Nur eine Handvoll Leben und Aufbruch in die Freiheit. 2017 übernahm er die Rolle des Hauptkommissars Frank Weller, der in den Ostfrieslandkrimis von Klaus-Peter Wolf an der Seite von Ann Kathrin Klaasen (Christiane Paul/Julia Jentsch/Picco von Groote) ermittelt.
Er lebt in Düsseldorf.

## Filmografie
- 2004: Nachtmusik
- 2010: Auf eine Zigarette
- 2010: Notruf Hafenkante (Fernsehserie, Folge Gegen die Zeit)
- 2011: Der Brief
- 2011: SOKO Wismar
- 2012: You missed Sonja
- 2012: Kann ja noch kommen
- 2013: Blutgeld
- 2013: Nacht über Berlin
- 2014: Dessau Dancers
- 2014–2015: München 7
- 2014: Martha tanzt
- 2015: Ellas Entscheidung
- 2015: Dresdner Dämonen
- 2016: Dresden Mord: Nachtgestalten
- 2016: Notruf Hafenkante (Fernsehserie, Folge Elbnixe)
- 2016: Nur eine Handvoll Leben
- 2016: Tatort: Durchgedreht (Fernsehreihe)
- 2016: Marie Brand und die rastlosen Seelen
- seit 2017: Ostfrieslandkrimis (Fernsehreihe)
  - 2017: Ostfriesenkiller
  - 2018: Ostfriesenblut
  - 2019: Ostfriesensünde
  - 2020: Ostfriesengrab
  - 2021: Ostfriesenangst
  - 2022: Ostfriesensühne
  - 2023: Ostfriesenmoor
  - 2023: Ostfriesenfeuer
  - 2023: Ostfriesenwut
  - 2024: Ostfriesenschwur
  - 2024: Ostfriesennacht
  - 2025: Ostfriesenfluch
- 2017: In aller Freundschaft – Die jungen Ärzte (Fernsehserie, Folge Bekenne dich)
- 2018: Aufbruch in die Freiheit
- 2019: Wir sind die Welle (Serie, Netflix)
- 2020: Der Alte und die Nervensäge (Fernsehfilm)
- 2020: Tatort: Niemals ohne mich
- 2020: Heldt (Fernsehserie, Folge Treppe abwärts)
- 2020: SOKO Köln (Fernsehserie, Folge Rabenmutter)
- 2021: Nächste Ausfahrt Glück – Juris Rückkehr (Fernsehfilm)
- 2021: Nächste Ausfahrt Glück – Beste Freundinnen (Fernsehfilm)
- 2021: Bring mich nach Hause (Fernsehfilm)
- 2021: Eine riskante Entscheidung (Fernsehfilm)
- 2021: Merz gegen Merz (Fernsehserie, Folge Ein paar Paare)
- 2021: Wolfsland: Die traurigen Schwestern
- 2022: Tatort: Tyrannenmord
- 2022: Morden im Norden (Fernsehserie, Folge Vineta)
- 2023: Bonn – Alte Freunde, neue Feinde (Fernsehserie)
- 2023: Kommissarin Lucas – Du bist mein (Fernsehreihe)
- 2023: Irgendwann werden wir uns alles erzählen
- 2023: Die Whistleblowerin
- 2024: Aus dem Leben (Fernsehfilm)
- 2024: Jenseits der Spree (Fernsehserie, Folge Invasion)
- 2024: München Mord: Die indische Methode (Fernsehreihe)
- 2024: Tatort: Man stirbt nur zweimal
- 2024: Hameln (Fernsehserie)
- 2025: SOKO Köln (Fernsehserie, Folge Ins Abseits gelaufen)
- 2025: Ein ganz großes Ding (Fernsehfilm)

## Auszeichnungen
- 2001: Ulrich-Burkhardt-Förderpreis.